# Anatolie Popa
Anatolie Popa (în rusă Анатолий Васильевич Попа, n. 15 martie 1896, Cotiujenii Mari, raionul Șoldănești, Republica Moldova – d. 25 iunie 1920, Mîropil, Q28707733⁠(d), gubernia Volînia⁠(d), Republica Populară Ucraineană) a fost un comandant militar moldovean, care a luptat în Primul Război Mondial, în Revoluția Rusă din 1917 și în Războiul Civil Rus. A fost unul dintre organizatorii rezistenței moldovenești pro-bolșevice împotriva intervenției armatei române în Basarabia.
După unirea Basarabiei cu România, datorită activității sale extraordinare ca soldat, Regele Ferdinand a hotărât să-l ierte pe Popa și să-i ofere un post în Armata Română. Acesta a refuzat, trecând Nistrul pentru a lupta în Ucraina de partea partizanilor sovietici. A luptat și în Revolta de la Hotin, de partea Armatei Roșii. 
A fost capturat de autoritățile poloneze în altă campanie pro-sovietică, murind în timpul interogatorului.
În memoriile sale din 1929, Iona Iakir, care a luptat alături de Popa, îl compara pe acesta cu un titan, care poseda o voință imensă.